# من نافذتي بلا وطن (فلم)
من نافذتي، بلا وطن. (بالفرنسية: De ma fenêtre, sans maison...) هو فيلم روائي طويل من كيبيك من إنتاج وكتابة وإخراج ماريان زيهيل. ويحكي الفيلم قصة امرأة لبنانية تترك بلدها وعائلتها لتستقر في مونتريال. ويضم لويز بورتال، رينيه توماس، ليلى حكيم، وليد العلايلي، هيلين مرسييه، جان فرانسوا بلانشارد، ماريلوب وولف، كاثرين كولفي وسيباستيان ريكارد.

## الحبكة
دنيا في الرابعة من عمرها، تهاجر والدتها سناء، إلى كندا، تاركة ابنتها وراءها في بيروت المحترقة والدموية، لبنان. بعد مرور سبعة عشر عامًا، وبعد وفاة والدها، تأتي دنيا إلى مونتريال للقاء أم لم تعد تتذكرها.
بمجرد وصولها إلى مونتريال، أدركت دنيا بسرعة أن والدتها غريبة عنها. تتجنب سناء الحديث عن الماضي، لكنها تضطر إلى مواجهته شيئًا فشيئًا. التواصل بين المرأتين محرج، وإقامة دنيا تقترب من نهايتها. ويبدو من المستحيل عودة سناء إلى بيروت، لكن الظروف تستفزها. بالعودة إلى الوطن الذي هربت منه ذات مرة مثل [الطاعون، ليس أمام سناء خيار سوى مواجهة ماضيها.

## توزيع الأدوار
- لويز بورتال بدور سناء
- رينيه توماس في دور دنيا
- ليلى حكيم في دور تيتا
- وليد العلايلي في دور أكرم
- هيلين مرسييه في دور هدى
- جان فرانسوا بلانشارد في دور دينيس
- ماريلوب وولف بدور سيلفي
- كاثرين كولفي في دور باربرا
- سيباستيان ريكارد بدور بيير
- الياس الياس في دور بيزانت

## العرض الأول
تم عرض الفيلم لأول مرة في موعد سينما كيبيك في 26 فبراير 2006.

## وصلات خارجية
من نافذتي بلا وطن في قاعدة بيانات الأفلام على الإنترنت